# Primo Nebiolo
Primo Nebiolo (né le 14 juillet 1923 à Turin et mort le 7 novembre 1999 à Rome) est un ancien dirigeant italien d'athlétisme qui a terminé sa carrière en devenant président de l'International Association of Athletics Federations (IAAF), organisme dirigeant l'athlétisme mondial. 

## Biographie
Primo Nebiolo nait le 14 juillet 1923 à Turin. Il étudie tout d'abord en droit avant d'effectuer la profession d'entrepreneur. Primo Nebiolo exerce de nombreux autres métiers, comme journaliste, et devient très tôt président d'un club d'athlétisme, le CUS Turin. Il est élu en 1969 président de la Fédération italienne d'athlétisme (FIDAL). Trois ans après, il entre au comité de l'IAAF dont il devient président en 1981. Il entame la création de championnats du monde d'athlétisme et de championnats du monde juniors d'athlétisme et introduit une réforme majeure dans la structure du congrès de l'IAAF en 1987 en autorisant uniquement un vote par membre.
Il médiatise également l'athlétisme en augmentant les revenus générés par la télévision comme par les partenaires commerciaux ; il lance également la chasse au dopage en athlétisme. Il meurt en 1999 à la suite d'une crise cardiaque et devient le premier président de l'IAAF à mourir en cours de mandat.